# إسحاق دروكير
إسحاق دروكير (بالعبرية: יצחק דרוקר‏) هو لاعب كرة قدم ألماني وإسرائيلي، ولد في 3 يونيو 1947 في ألمانيا. شارك مع منتخب إسرائيل تحت 19 سنة لكرة القدم ومنتخب إسرائيل لكرة القدم. أما مع النوادي، فقد لعب مع هبوعيل بتاح تكفا ‏.

## وصلات خارجية
- إسحاق دروكير على موقع قاعدة بيانات كرة القدم.إي يو (الإنجليزية)
- إسحاق دروكير على موقع أوليمبيديا (الإنجليزية)